# Lapinsaari (ö i Finland, Norra Karelen, Pielisen Karjala, lat 63,37, long 29,77)
Lapinsaari är en ö i Finland. Den ligger i sjön Viekijärvi och i kommunen Lieksa i den ekonomiska regionen  Pielinen-Karelen  och landskapet Norra Karelen, i den östra delen av landet, 400 km nordost om huvudstaden Helsingfors. Öns area är 0,4 hektar och dess största längd är 70 meter i sydväst-nordöstlig riktning.